# Генрих VII Румпольд
Генрих VII Румпольд (Средний, Большой) (пол. Henryk VII Rumpold (Średni, Większy), нем. Heinrich VII. von Glogau; ок. 1350 — 24 декабря 1394, Болеславец) — князь князь Жаганьский (1369-1378, вместе с братьями Генрихом VI Старшим и Генрихом VIII Врубелем), князь Глогувский и Сцинавский с 1369 года (половина княжеств, до 1378 совместно с братьями).

## Биография
Представитель силезской линии польской династии Пястов. Второй сын Генриха V Железного (1312/1321 — 1369), князя Жаганьского (1342—1369), и Анны Мазовецкой (1324—1363), дочери князя Вацлава Плоцкого. В источниках он часто упоминается с другим именем Румпольд, и прозвищами «Средний» (отличие от старшего и младшего братьев, носивших то же имя), и «Большой» (из-за большого роста и тучности).
После смерти своего отца Генриха Железного в 1369 году Генрих VII Румпольд с братьями Генрихом VI Старшим и Генрихом VIII Врубелем получил в совместное владение Жаганьско-Глогувское княжество. В 1378 году наследство Генриха V Железного было разделено на три части — Генрих VII получил восточную часть с городами Глогув, Гура-Сленска, Сцинава и Бытом-Оджаньский (а на самом деле он владел только половиной этой территории, так как вторая часть с 1360 года принадлежала чешской короне). Генрих VII стал князем Глогувским и Сцинавским.
В 1381 году Генрих Румпольд потребовал от станов Глогувского княжества принести ленную присягу (оммаж) своему младшему брату, князю Кожухувскому Генриху VIII Врубелю.
В 1383 году, воспользовавшись внутренними проблемами Польши (период междуцарствия после смерти короля Людовика Венгерского), Генрих VII Румпольд при участие своего старшего брата Генриха VI Жаганьского предпринял попытку отбить Всхову, захваченную поляками во время правления Казимира Великого. Осада крепости закончилась безуспешно, а в ответ великопольское рыцарство совершило набег на Глогувскую землю. В 1391 году Генрих VII вторично попытался завоевать Всховскую землю. Конфликт завершился только подписанием соглашения в Миличе 7 августа 1391 года (на самом деле это было временное перемирие, но военные действия после этой даты уже не велись).
В течение остальной части своего правления князь Генрих VII поддерживал тесные контакты с князем Конрадом II Олесницким, который помогал ему в финансовом и военном отношениях.
Генрих VII был человеком больным. Он страдал ожирением и болезнью ног, открытые раны на которых постоянно кровоточили. Под конец жизни он не мог ходить самостоятельно, его носили в кресле или в паланкине. В результате осложнений и прогрессирующей болезни Генрих VII Румпольд внезапно скончался в Болеславце. Он был похоронен в костёле августинцев в Жагане.
Оценивая Генриха VII, можно сделать вывод, что, несмотря на инвалидность, он был хорошим хозяином. Под его властью Глогувское княжество развивалось с экономической точки зрения. После смерти бездетного Генриха Румпольда его владения перешли к младшему брату Генриху VIII Врубелю.